# Saalhauser Berge
Die Saalhauser Berge sind ein bis 688,5 m ü. NHN hoher Gebirgszug im Sauerland im Kreis Olpe und Hochsauerlandkreis, Nordrhein-Westfalen, Deutschland. Sie sind Teil des Rheinischen Schiefergebirges und gehören dort zum Süderbergland. 
Namensgeber der Saalhauser Berge ist das am Südrand des Waldgebiets gelegene Saalhausen (Stadtteil von Lennestadt).

## Geographie

### Lage
Die Saalhauser Berge liegen als durch die Lenne im Süden klar abgegrenzter Teil der Südsauerländer Rothaarvorhöhen (zum Südsauerländer Bergland, Haupteinheit 3362, gehörig) im Sauerland zwischen Lennestadt im Westsüdwesten und Schmallenberg im Ostnordosten. Sie erstrecken sich im Nordosten des Kreises Olpe und Süden des Hochsauerlandkreises. Ihr Südwest- und Mittelteil gehört zum Naturpark Sauerland-Rothaargebirge. Im Nordosten grenzt das Fredeburger Land an, im Südosten das Rothaargebirge, im Südwesten weitere Teile des Südsauerländer Rothaarvorrückens, etwas entfernt im Westen das Ebbegebirge und im Nordwesten Ausläufer des Lennegebirges an.
Die Saalhauser Berge befinden sich nördlich des Oberlaufs der Lenne, südöstlich von deren Zufluss Elspebach und südwestlich vom Oberlauf des Ruhr-Zuflusses Wenne. In Nord-Süd-Richtung fließt der westliche Gleierbach, der bei Gleierbrück in die Lenne mündet, durch das Gebirge und teilt es in einen niedrigeren West- und höheren Ostteil. Etwas östlich der Berglandschaft verläuft der östliche Gleierbach, der bei Gleidorf der Lenne zustrebt.

### Naturräumliche Zuordnung
Die Saalhauser Berge gehören in der naturräumlichen Haupteinheitengruppe Süderbergland (Nr. 33), in der Haupteinheit Südsauerländer Bergland (3362) und in der Untereinheit Südsauerländer Rothaarvorhöhen (3362.5) zum Naturraum Oberlennebergland (3362.52).

### Berge
Zu den Saalhauser Bergen, Erhebungen und deren Ausläufern gehören – sortiert nach Höhe in Meter (m) über Normalhöhennull (NHN)/:
- Himberg (688,5 m)
- Auergang (685,6 m)
- Ösenberg (678,8 m)
- Hoher Lehnberg (668,8 m), mit Resten der Wallburg Hoher Lehnberg
- Hülsberg (662 m)
- Hoher Hagen (642,2 m)
- Jürgensberg (619,2 m)
- Beerenberg (614,1 m), u. a. mit Sender Beerenberg von Radio Sauerland
- Haferhagen (611,4 m)
- Kuhhelle (602,6 m), mit Sendeturm
- Bracht (599,9 m)
- Hebberg (581,1 m)
- Stöppelkopf (572 m)
- Bünte (552,5 m)
- Eben (537,8 m)
- Robecker Berg (ca. 529 m)
- Kahle (479,6 m), mit Wallburganlage
- Schmallenberg (472,8 m)

## Schutzgebiete
Der Großteil der Saalhauser Berge gehört zum Landschaftsschutzgebiet Kreis Olpe (CDDA-Nr. 345041), das 1984 ausgewiesen wurde und etwa 410,83 km² groß ist, ihr Nordostteil zählt zum 1994 ausgewiesenen und etwa 140,53 km² großen Landschaftsschutzgebiet Rothaargebirge – HSK-Teilflaeche 1 (CDDA-Nr. 323981). Etwa im Mittelteil der Berglandschaft liegen die Naturschutzgebiete Rümperholz (auch Ruemperholz genannt; CDDA-Nr. 378273), das 2005 ausgewiesen wurde und etwa 56,13 ha groß ist, Ringesbach- und oberes Gleierbachtal (CDDA-Nr. 389875), das 2008 ausgewiesen wurde und etwa 12,78 ha groß ist und Espey (CDDA-Nr. 389722), das auch 2008 ausgewiesen wurde und etwa 3,4 ha groß ist. In ihrem äußersten Ostnordosten stoßen die Saalhauser Berge an das 2008 ausgewiesene und etwa 12,19 ha große Naturschutzgebiet Lennetal unterhalb Schmallenberg (CDDA-Nr. 389818).

## Wandern
Von Norden nach Süden überqueren der Christine-Koch-Weg des Sauerländischen Gebirgsvereins und der Homertweg das Gebirge. Der Friedrich-Wilhelm-Grimme-Weg erschließt den Kamm der Saalhauser Berge in seiner gesamten Ausdehnung von Westen nach Osten.

## Verkehrsanbindung
Nordwestlich der Saalhauser Berge verläuft von Grevenbrück im Elspebachtal die Bundesstraße 55, von der bei Oedingen die Landesstraße 737 nach Osten abzweigt. Letztere trifft in Schmallenberg auf die B 236, die entlang der Lenne etwa westwärts nach Lennestadt und dann weiter nordwestwärts zur bei Grevenbrück gelegenen Anbindung an die B 55 führt; die Bundesstraßen verbindet im Westen des Gebirges die L 715 (Meggen–Elspe/Oberelspe). Von der L 736 zweigt die in Nord-Süd-Richtung unter anderem entlang des westlichen Gleierbachs durch das Gebirge führende L 928 (Bracht–Gleierbrück) ab. In seinem Ostteil führt die Kreisstraße 25, welche die L 737 bei Werpe über Harbecke mit der B 236 verbindet, in Nordost-Südwest-Richtung durch die Berglandschaft. Etwas östlich des Gebirges verläuft in den Tälern von Leiße (Nordwesten) und östlichem Gleierbach (Südosten) die B 511, welche die vorgenannten Bundesstraßen zwischen Frielinghausen und Gleidorf miteinander verbindet.

## Galerie

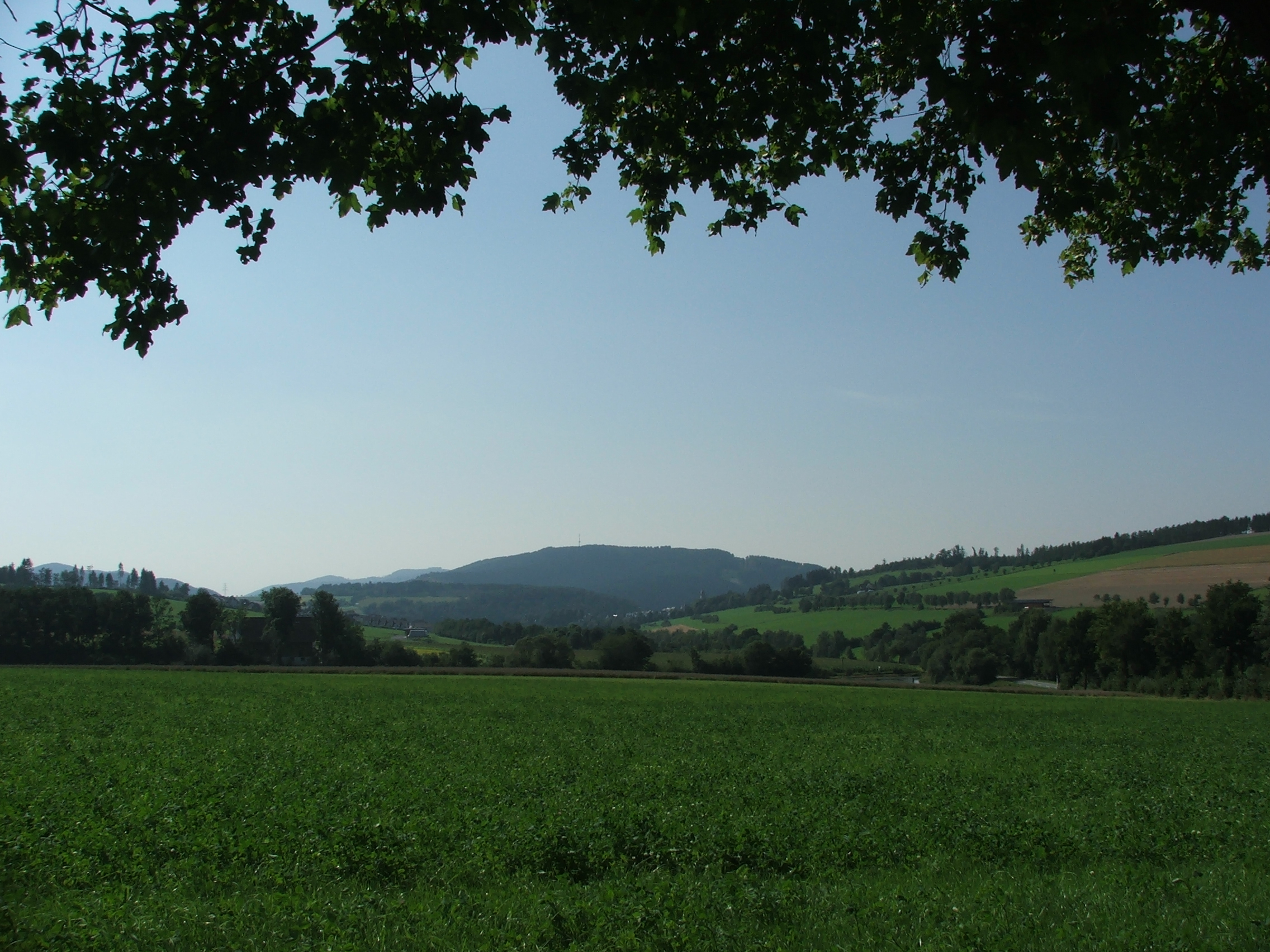
Beerenberg von Osten
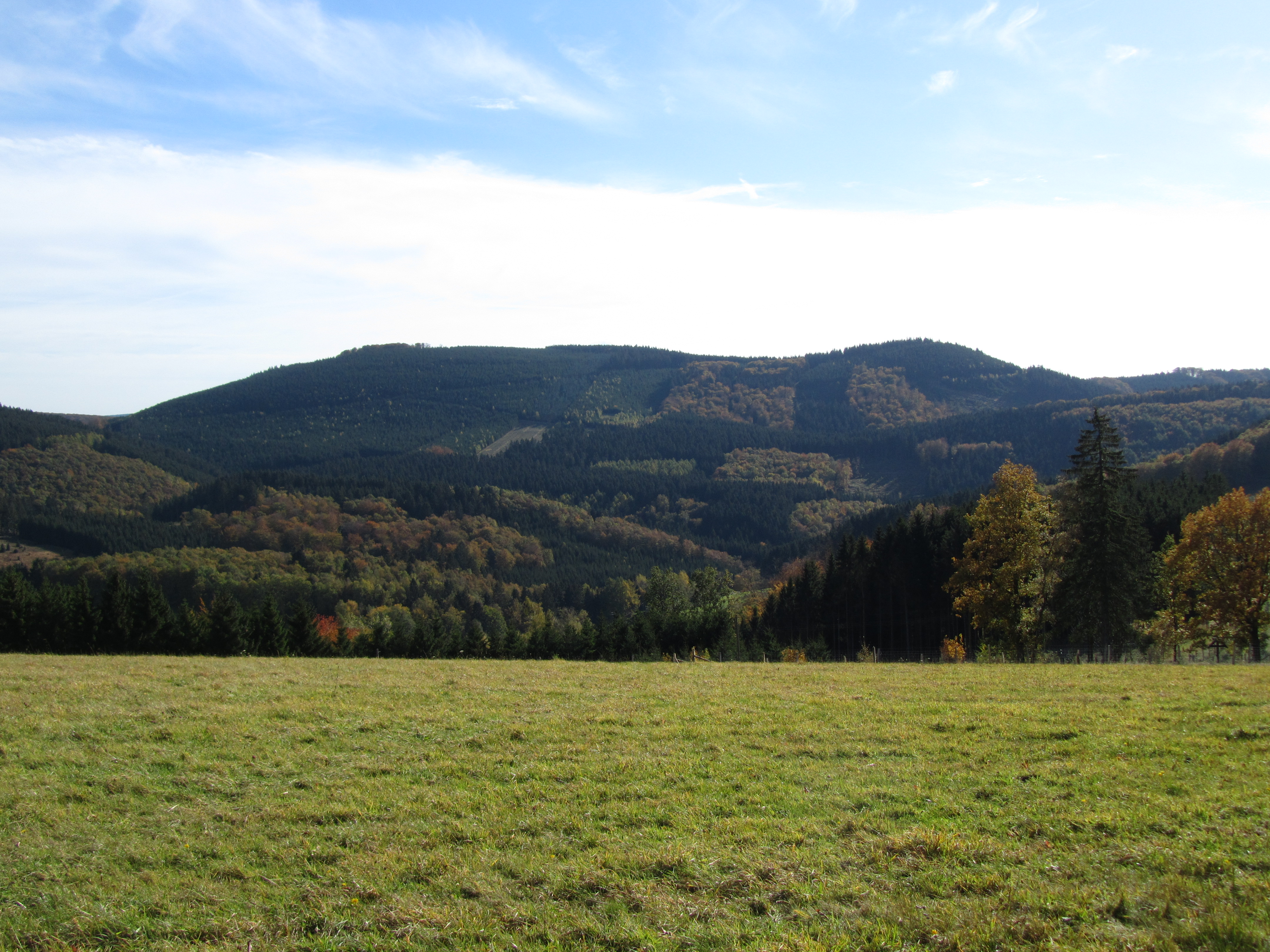
Himberg (links) und Hoher Lehnberg (rechts) von Norden
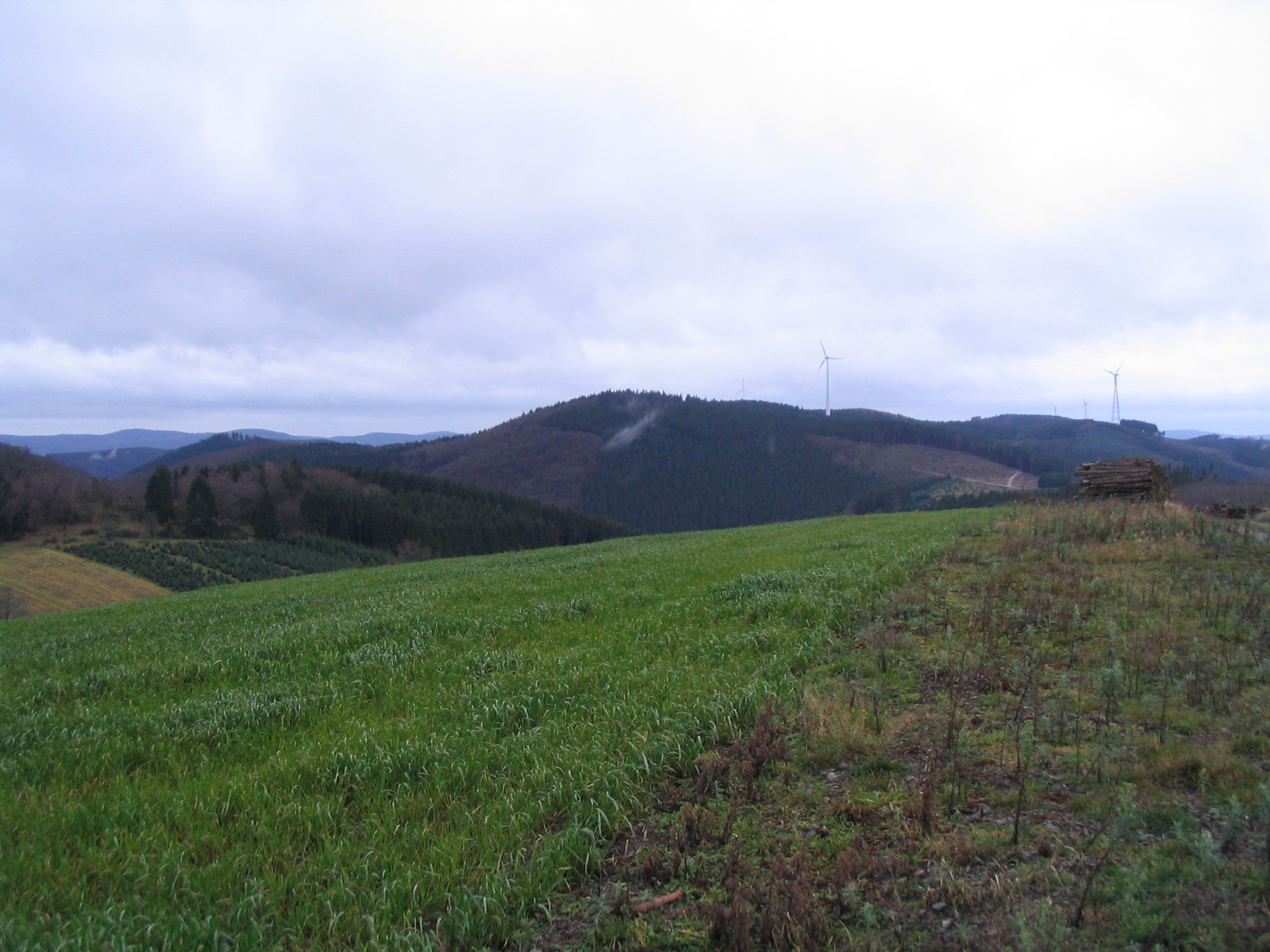
Jürgensberg von Nordosten
Blick vom Härdler auf die Saalhauser Berge